# Domiporta strangei
Domiporta strangei is een slakkensoort uit de familie van de Mitridae. De wetenschappelijke naam van de soort is voor het eerst geldig gepubliceerd in 1867 door Angas.